# Doriprismatica atromarginata
Doriprismatica atromarginata (Cuvier, 1804) è un mollusco nudibranco appartenente alla famiglia Chromodorididae.

## Descrizione
Il corpo è bianco o giallo, con mantello ondulato con il bordo nero, cosiccome le branchie e i rinofori. Raggiunge fino a 10 centimetri di lunghezza.

## Biologia
Si nutre principalmente di spugne delle famiglie Spongiidae e Irciniidae.

## Distribuzione e habitat
È comune nell'Indo-Pacifico occidentale.